# Banu Dhi-n-Nun
Els Banu Dhi-n-Nun o dhu-n-núnides foren una important dinastia de l'Àndalus d'origen amazic hawwara. El seu nom prové d'una primerenca arabització del nom amazic Zannun; la qual cosa explica que també siguin coneguts com a Banu Dhunnun o dhunnúnides.

## Història
Van governar l'emirat de Tulàytula, entre Wadi-l-Hijara (Guadalajara) i Talabira (Talavera), al nord, i Múrsiya (Múrcia), al sud. Inicialment s'instal·laren a la kura de Xantabariyya (a l'actual Santaver, a la confluència del Guadiela i el Tajo), on ja hi trobem assentat Sulayman ibn Dhi-n-Nun, descendent en quarta generació d'As-Samh, hipotètic participant en la conquesta de la península. En aquesta regió d'Ath-Thaghr al-Àwsat o Marca Mitjana o, com també se l'anomena, d'Ath-Thaghr al-Jawfí o Marca Septentrional, els dhu-n-núnides hi van tenir un paper actiu, generalment en oposició al poder central omeia, fins al final del califat de Qúrtuba.
Després dels avalots anomenats Fitna ("la sedició") el 1009, la família es va aliar a Sulayman al-Mustain però aviat, dirigits per Abd al-Rahman al-Midras ibn Dhi l-Nun i el seu fill Ismaïl ibn Abd al-Rahman (anomenat sovint Ismaïl Ibn Dhi l-Nun), van adoptar una línia independent. Ismaïl fou investit del doble visirat amb el títol de Nasir al-Dawla, i Ibn Hayyan diu que fou el primer governant local a trencar oficialment amb el califat encara que no dona la data, però diu que fou seguit per altres. La data tradicional diu que va començar a regnar a Toledo el 1035 després del govern del cadi Ibn Yaish, però sembla que l'any és massa tardà (en tot cas el govern independent del Dhu l-Núnides a Santaver fou vers el 1011, a tot tardar el 1016) i Ibn Bashkuwal dona la data de la mort del cadi Ibn Yaish el 1028/1029 i, tanmateix, ja hi ha una inscripció d'Ismaïl a Toledo datada el 1032 on es titula Dhu l-Riasatayn i adh-Dhàfir (el Triomfant).
Algunes fonts remunten el seu poder a la ciutat el 1023. Com a rei de Toledo va haver de fer front a la guerra amb els cristians i amb Còrdova, però va conservar el tron fins a la seva mort el 1043 en què el va succeir el seu fill Yahya ibn Ismaïl al-Mamun, que sol·licità l'ajuda de Ferran I de Castella contra Sulaiman Ibn Muhammad Ibn Hud de l'Emirat de Saraqusta (Saragossa); la mort d'Ibn Hud el 1046 li va allunyar aquest perill. Pel costat del rei Ferran I, Toledo va comprar la seva tranquil·litat mitjançant el pagament de paries. Quan Al-Mamun de València fou atacat pels castellans va preferir demanar auxili als toledans abans que acceptar el control cristià, però Yahya ibn Ismaïl al-Mamun només es va limitar a deposar l'emir de Balànsiya i a unir ambdós regnes el 1064, amb la permissivitat de Ferran I.
Toledans i sevillans aspiraven a unir als seus dominis l'antiga capital del califat, que serà agregada a la Taifa de Sevilla el 1070. El 1072 Yusuf va acollir a Alfons VI que acabava de ser derrotat per son germà Sanx de Castella a la batalla de Volpejares o Golpejera, i el va tenir com hoste durant nou mesos. Alfons VI de Lleó, va seguir una política de suport a tots contra tots en el seu exclusiu benefici: amb l'ajuda d'Al-Mutamid de Sevilla va derrotar el 1074 el granadí Abd Allah ibn Buluggin i el va obligar a pagar paries, al mateix temps que donava suport a Yahya al-Mamun perquè ocupés Còrdova que els djahwàrides havien posseït fins al 1069, i després als abbadites de Sevilla; Yahya va entrar a Còrdova el 1075 poc abans de la seva mort.
Yahya I es va convertir així en el rei més important dels dhu-n-núnides, annexionant-se Còrdova i Balansiya. En 1075 va ser enverinat a Còrdova, assumint el regnat el seu net Yahya Al-Qadir, que el 1075 va fer enverinar el visir Ibn al-Hadidi (el principal actiu de la dinastia) i es va considerar prou fort en els seus dominis de Toledo—Còrdova—València per a prescindir del rei lleonès, expulsant de Toledo als partidaris de la col·laboració—submissió amb els cristians; però aquests van provocar una revolta a València, que es va declarar independent sota el comandament d'al-Aziz, i la taifa de Toledo, sense el suport de Castella i Lleó, va perdre les terres cordoveses el 1077, així com les províncies del sud de la regió, i va veure's atacat per al-Mutawakki de Badajoz.
Al-Qadir es va veure, doncs, forçat a demanar novament ajuda castellana i amb ella es va alienar el suport d'una gran part de la població: per una banda hi havia els musulmans, que eren partidaris d'una ruptura de l'aliança amb Castella i Lleó, i un acostament als altres regnes musulmans, i per una altra, els mossàrabs i jueus, partidaris de l'aliança amb Castella i, fins i tot de l'annexió.
Així Al-Mutawakki de Badajoz va entrar en la ciutat el 1080, mentre Al-Qadir es refugiava a Conca. Va recuperar el tron l'any següent, ja que Alfons VI va ajudar-lo a recuperar les terres toledanes i valencianes a canvi que València fos per a Al-Qadir i Toledo per a Alfons.
Davant aquest acord, els toledans oposats a la col·laboració d'Alfons amb Al-Qadir van sol·licitar el suport de Muqtadir de Saragossa, al-Mutamid de Sevilla i al-Mutawakki de Badajoz; mentre l'altra part de la població, cansada de les contínues guerres, acceptava el lliurament de Toledo a Alfons, sempre que aquest simulés prendre-la per la força, per a evitar que els toledans fossin acusats de trair la causa musulmana, conscients de la pèrdua de prestigi que suposaria per l'islam la cessió de Toledo.
El cèrcol de la ciutat no va impedir a Alfons VI atacar les taifes de Saragossa, Balànsiya i Sevilla, i el 1085, després de quatre anys de setge, Toledo es rendia pacíficament el 6 de maig després d'obtenir garanties els musulmans que es respectarien les seves persones i béns i que se'ls permetria seguir en possessió de la mesquita major. Per la seva banda, els toledans es comprometien a abandonar les fortaleses i l'alcàsser. El 25 de maig del mateix any Alfons VI va entrar a la ciutat.
En aquell moment, el regne de Lleó, considerat l'hereu del Regne Visigot de Toledo, era més poderós que el de Castella, i tenia la intenció de recuperar per a si la capital de l'antic regne. En aquest regne es va aplicar la legislació de caràcter romano-visigòtic, vigent a Lleó i diferenciada de la de Castella, basada en les comunidades de villa y tierra, que es va poder aplicar en aquelles zones de l'antiga taifa, on el poder de l'església era menys fort.
Després de la conquesta d'aquesta Taifa, la Corona de Castella va passar a ser més poderosa i va donar motiu a la inversió de forces entre cristians i musulmans a la península Ibèrica. Yahya Al-Qadir fou assassinat el 1092 i amb ell va desaparèixer la dinastia.
L'únic personatge destacat que va donar la família en el camp de la cultura fou Arkam ibn Dhi-n-Nun, germà d'Ismaïl adh-Dhàfir. Però al-Mamun va donar protecció a nombrosos poetes i savis, especialment el cadi Said autor de les Tabakat al-Umams, i l'astrònom al-Zarkala (Azarchiel).

## Llista de governants de la dinastia
- Abd-ar-Rahman al-Midràs ibn Dhi-n-Nun, a Santaver 1009-1023
- Ismaïl ibn Abd-ar-Rahman ibn Dhi-n-Nun Dhu-r-Riassatayn adh-Dhàfir, emir a Santaver associat 1011-1023, titular 1023-vers 1029, a Toledo 1029-1043
- Yahya ibn Ismaïl al-Mamun, emir 1043-1075
- Yahya al-Qàdir, emir 1075-1080 (a Còrdova 1075-1077), segona vegada a Toledo i València 1081-1085, només a València 1085-1092